# Венделштајн (Средња Франконија)
Венделштајн (њем. Wendelstein) град је у њемачкој савезној држави Баварска. Једно је од 16 општинских средишта округа Рот. Према процјени из 2010. у граду је живјело 15.875 становника. Посједује регионалну шифру (AGS) 9576151.

## Географски и демографски подаци
Венделштајн се налази у савезној држави Баварска у округу Рот. Град се налази на надморској висини од 330 метара. Површина општине износи 51,0 km². У самом граду је, према процјени из 2010. године, живјело 15.875 становника. Просјечна густина становништва износи 311 становника/km².

## Међународна сарадња
| Мјесто | Држава    | Врста сарадње | Од    |
| ------ | --------- | ------------- | ----- |
|        | Француска | партнерство   | 2000. |
| Жуково | Пољска    | партнерство   | 2000. |
| Извор  |           |               |       |